# Pterostichus luctuosus
Pterostichus luctuosus är en skalbaggsart som beskrevs av Pierre François Marie Auguste Dejean. Pterostichus luctuosus ingår i släktet Pterostichus och familjen jordlöpare. Inga underarter finns listade i Catalogue of Life.